# Malische Fußballnationalmannschaft (U-17-Junioren)
Die malische U-17-Fußballnationalmannschaft ist eine Auswahlmannschaft malischer Fußballspieler. Sie unterliegt der Fédération malienne de football und repräsentiert sie international auf U-17-Ebene, etwa in Freundschaftsspielen gegen die Auswahlmannschaften anderer nationaler Verbände, bei U-17-Afrikameisterschaften und U-17-Weltmeisterschaften.
Die Mannschaft qualifizierte sich bislang dreimal für die Weltmeisterschaft. Dabei erreichte sie 1997 und 2001 das Viertelfinale, das sie gegen Deutschland beziehungsweise Argentinien verlor. 1999 schied sie in der Vorrunde aus.
2015 wurde die Mannschaft im Finale gegen Südafrika Afrikameister.
1997 wurde sie Vize-Afrikameister, 1999 und 2001 erreichte sie den dritten Platz, 1995 den vierten Platz.

## Teilnahme an U-17-Weltmeisterschaften
(Bis 1989 U-16-Weltmeisterschaft)
| 1985 | nicht qualifiziert |
| 1987 | nicht qualifiziert |
| 1989 | nicht qualifiziert |
| 1991 | nicht qualifiziert |
| 1993 | nicht qualifiziert |
| 1995 | nicht qualifiziert |
| 1997 | Viertelfinale      |
| 1999 | Vorrunde           |
| 2001 | Viertelfinale      |
| 2003 | nicht qualifiziert |
| 2005 | nicht qualifiziert |
| 2007 | nicht qualifiziert |
| 2009 | nicht qualifiziert |
| 2011 | nicht qualifiziert |
| 2013 | nicht qualifiziert |
| 2015 | Vizeweltmeister    |
| 2017 | 4. Platz           |
| 2019 | nicht qualifiziert |
| 2021 | –                  |
| 2023 | 3. Platz           |

## Teilnahme an U-17-Afrikameisterschaften
| 1995 | 4. Platz           |
| 1997 | 2. Platz           |
| 1999 | 3. Platz           |
| 2001 | 3. Platz           |
| 2003 | nicht qualifiziert |
| 2005 | Vorrunde           |
| 2007 | nicht qualifiziert |
| 2009 | nicht qualifiziert |
| 2011 | Vorrunde           |
| 2013 | nicht qualifiziert |
| 2015 | Afrikameister      |
| 2017 | Afrikameister      |
| 2019 | nicht qualifiziert |
| 2021 | –                  |
| 2023 | 4. Platz           |